# 長身翹嘴脂鯉
長身翹嘴脂鯉（学名：Pyrrhulina elongata）為輻鰭魚綱脂鯉目脂鯉亞目鱂脂鯉科的其一種，分布於南美洲巴西Tapajós河流域，體長可達3.7公分，棲息中底層水域，生活習性不明。
其种加词“elongata”意为“长的”。